# موش صحرایی کور معمولی
موش صحرایی کور معمولی (نام علمی: Cryptomys hottentotus) نام یک گونه از راسته جوندگان است.